# James Ussher
James Ussher (ur. 4 stycznia 1581 w Dublinie, zm. 21 marca 1656 w Reigate) – anglikański arcybiskup Armagh i prymas Kościoła Irlandii w latach 1625–1656. Dokonał obliczenia wieku Ziemi na podstawie Biblii
Stworzył biblijne drzewo genealogiczne od pierwszych ludzi (co określił jako rok 0, Annus Mundi) aż do czasów mu współczesnych. Datował wiek wszystkich ludzi przedstawionych w Biblii. Z jego obliczeń wynikało, że Ziemia została stworzona wieczorem 22 października 4004 roku p.n.e. Uważał, że wygnanie Adama i Ewy z raju miało nastąpić już 10 listopada tego samego roku.